# Високі Ляди
Високі Ляди (біл. вёска Высокы Ляды) — село в складі Смолевицького району Мінської області, Білорусь. Село підпорядковане Жодинській сільській раді, розташоване в центральній частині області.